# Brasilianische Badmintonmeisterschaft 2011
Die Brasilianische Badmintonmeisterschaft 2011 fand als 18ª Copa Sul de Badminton vom 12. bis zum 15. November 2011 im Clube do Professor Gaúcho in Porto Alegre statt.

## Medaillengewinner
| Disziplin    | Gold                                | Silber                                | Bronze                                       |
| ------------ | ----------------------------------- | ------------------------------------- | -------------------------------------------- |
| Herreneinzel | Aleksander Carlos                   | Rodolfo Augusto Salles Almeida        | Gabriel Gandara                              |
| Herreneinzel | Aleksander Carlos                   | Rodolfo Augusto Salles Almeida        | Pedro Chen                                   |
| Dameneinzel  | Paula Pereira                       | Renata Faustino                       | Claudia Michelle Wu Low                      |
| Dameneinzel  | Paula Pereira                       | Renata Faustino                       | Thayse Cruz                                  |
| Herrendoppel | Guilherme Kumasaka Marcelo Tsuchida | Gabriel Gandara Pedro Chen            | Manoel Gori Paulo Nunes                      |
| Herrendoppel | Guilherme Kumasaka Marcelo Tsuchida | Gabriel Gandara Pedro Chen            | Adriano Fiori Rodolfo Augusto Salles Almeida |
| Damendoppel  | Claudia Michelle Wu Low Thayse Cruz | Marta Lopes Paloma Rodrigues Da Silva | Isabela Hauer Vanessa Tanaka                 |
| Mixed        | Aleksander Carlos Renata Faustino   | Marcelo Tsuchida Paula Pereira        | Rodolfo Augusto Salles Almeida Thayse Cruz   |
| Mixed        | Aleksander Carlos Renata Faustino   | Marcelo Tsuchida Paula Pereira        | Rafael Lajusticia Isabela Hauer              |